# Noh Kyung-sun
Noh Kyung-sun est un lutteur sud-coréen spécialiste de la lutte libre né le 2 février 1964.

## Biographie
Lors des Jeux olympiques d'été de 1988, il remporte la médaille de bronze en combattant dans la catégorie des -57 kg.